# Cmentarz żydowski w Sochaczewie
Cmentarz żydowski w Sochaczewie – został założony najprawdopodobniej na przełomie XV i XVI wieku (pierwsze wzmianki o nim pochodzą z drugiej połowy XVI w.) i znajduje się przy obecnej ulicy Sierpniowej. Ma powierzchnię 2,8 ha. Pierwotnie służył jako miejsce pochówków także dla Żydów warszawskich. Uległ zniszczeniu podczas II wojny światowej, a proces dewastacji kontynuowano w okresie PRL. Wskutek tego do naszych czasów zachowały się nieliczne nagrobki, z których najstarszy pochodzi z 1810 r. W latach 1989–1990 odbudowano ohel na grobie cadyków z rodziny Bornsteinów (Borensztajn). W 1991 r. odsłonięto symboliczną ścianę płaczu – pomnik ku czci ofiar Holocaustu, którym poświęcony jest również monument ufundowany przez Żydów z Izraela w 1989 roku.